# Kalmar FF

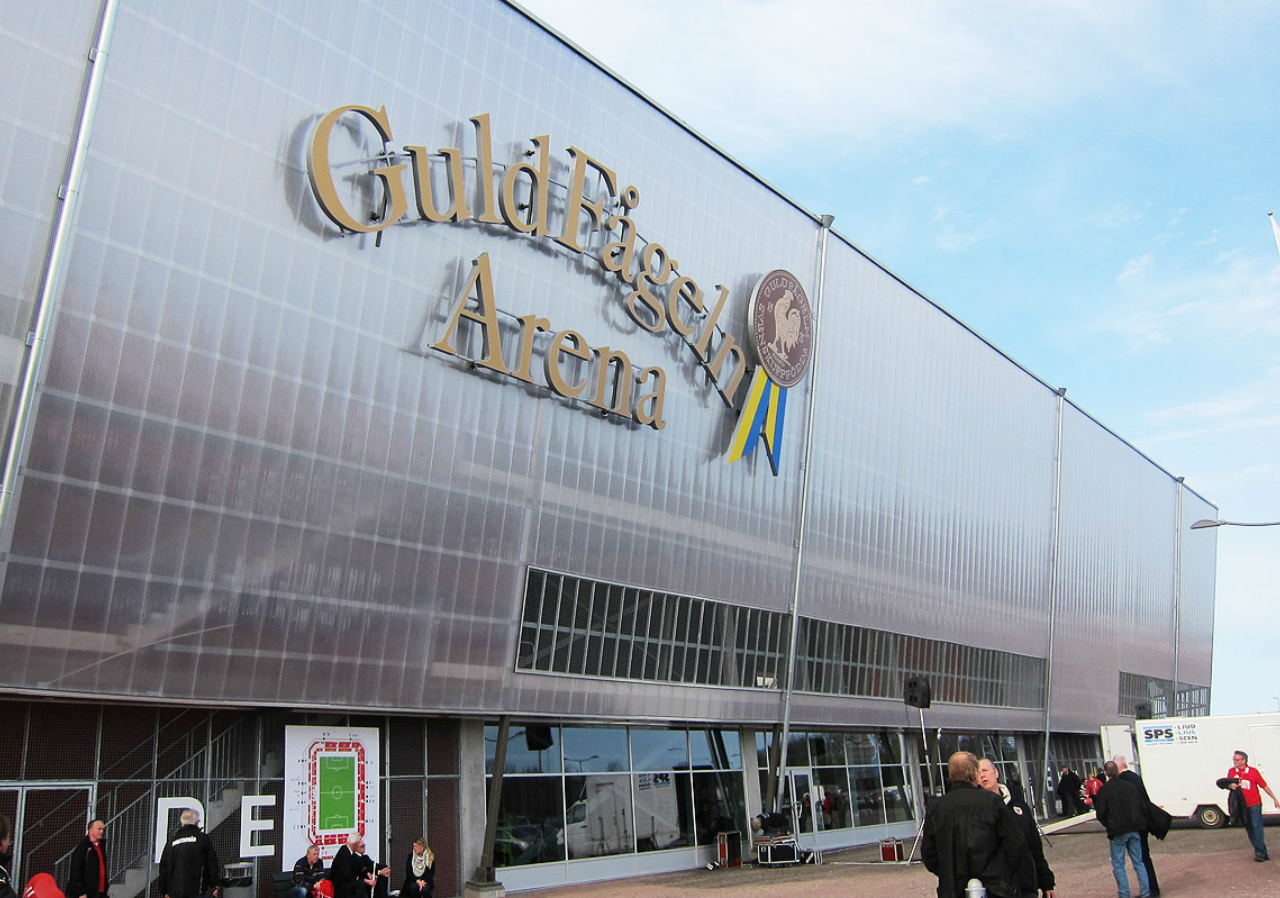
Guldfågeln Arena

Kalmar FF – szwedzki klub piłkarski z miasta Kalmar.

## Historia
Został założony 15 czerwca 1910 roku. W sezonach 1980/1981, 1986/1987 oraz 2007 klub wywalczył Puchar Szwecji. Jego największym sukcesem jest zdobycie mistrzostwa kraju w 2008 roku. Zespół rozgrywa swoje mecze na stadionie Fredriksskans IP. Jego lokalni rywale to Kalmar AIK oraz Östers IF. W 2024 roku klub kolejny raz spadł do drugiej ligi.

## Sukcesy
- Allsvenskan
  - mistrzostwo (1): 2008
  - wicemistrzostwo (2): 1985, 2007
- Superettan
  - mistrzostwo (2): 2001, 2003
- Division 1 Södra
  - mistrzostwo (1): 1998
  - wicemistrzostwo (1): 1994
- Puchar Szwecji
  - zwycięstwo (3): 1980/1981, 1986/1987, 2007
  - finał (3): 1977/1978, 2008, 2011
- Superpuchar Szwecji
  - zwycięstwo (1): 2009
  - finał (1): 2008

## Europejskie puchary
Legenda do wszystkich tabel:
- Q – runda eliminacyjna, 1/16, 1/8, 1/4, 1/2 – odpowiednia faza rozgrywek, Grupa – runda grupowa, 1r gr – pierwsza runda grupowa, 2r gr – druga runda grupowa, F – finał, R – runda, PO – play-off
- k. – rzuty karne, los. – losowanie, Dogr. – dogrywka, w. – zasada bramek strzelonych na wyjeździe

| Sezon   | Rozgrywki                 | Runda | Przeciwnik          | Dom | Wyjazd | Ogólnie    |
| ------- | ------------------------- | ----- | ------------------- | --- | ------ | ---------- |
| 1978/79 | Puchar Zdobywców Pucharów | 1R    | Ferencváros         | 2–2 | 0–2    | 2–4        |
| 1979/80 | Puchar UEFA               | 1R    | ÍBK Keflavík        | 2–1 | 0–1    | 2–2, w.    |
| 1981/82 | Puchar Zdobywców Pucharów | 1R    | Lausanne Sports     | 3–2 | 1–2    | 4–4, w.    |
| 1986/87 | Puchar UEFA               | 1R    | Bayer 04 Leverkusen | 1–4 | 0–3    | 1–7        |
| 1987/88 | Puchar Zdobywców Pucharów | 1R    | ÍA Akraness         | 1–0 | 0–0    | 1–0, Dogr. |
| 1987/88 | Puchar Zdobywców Pucharów | 1/8   | Sporting CP         | 1–0 | 0–5    | 1–5        |
| 2006    | Puchar Intertoto          | 1R    | Narva Trans         | 2–0 | 6–1    | 8–1        |
| 2006    | Puchar Intertoto          | 2R    | Tampere United      | 3–2 | 2–1    | 5–3        |
| 2006    | Puchar Intertoto          | 3R    | FC Twente           | 1–0 | 1–3    | 2–3        |
| 2008/09 | Puchar UEFA               | 1Q    | Racing FC Union     | 7–1 | 3–0    | 10–1       |
| 2008/09 | Puchar UEFA               | 2Q    | KAA Gent            | 4–0 | 1–2    | 5–2        |
| 2008/09 | Puchar UEFA               | 1R    | Feyenoord           | 1–2 | 1–0    | 2–2, w.    |
| 2009/10 | Liga Mistrzów             | 2Q    | Debreceni VSC       | 3–1 | 0–2    | 3–3, w.    |
| 2010/11 | Liga Europy               | 1Q    | EB/Streymur         | 1–0 | 3–0    | 4–0        |
| 2010/11 | Liga Europy               | 2Q    | Dacia Kiszyniów     | 0–0 | 2–0    | 2–0        |
| 2010/11 | Liga Europy               | 3Q    | Lewski Sofia        | 1–1 | 2–5    | 3–6        |
| 2012/13 | Liga Europy               | 1Q    | Cliftonville        | 4–0 | 0–1    | 4–1        |
| 2012/13 | Liga Europy               | 2Q    | NK Osijek           | 3–0 | 3–1    | 6–1        |
| 2012/13 | Liga Europy               | 3Q    | BSC Young Boys      | 1–0 | 0–3    | 1–3        |
| 2023/24 | Liga Konferencji Europy   | 2Q    | Piunik Erywań       | 1–2 | 1–2    | 2–4        |

## Skład
Stan na 10 sierpnia 2018
| Nr | Poz. | Piłkarz                           |
| -- | ---- | --------------------------------- |
| 1  | BR   | Ole Söderberg                     |
| 4  | OB   | Mikael Dyrestam                   |
| 5  | OB   | Viktor Agardius                   |
| 6  | PO   | Rasmus Elm (kapitan)              |
| 9  | NA   | Måns Söderqvist                   |
| 10 | PO   | Tobias Eriksson                   |
| 11 | NA   | Nixon (wypożyczony z CR Flamengo) |
| 12 | OB   | Chima Akas                        |
| 13 | OB   | Emin Nouri                        |
| 17 | OB   | Gbenga Arokoyo                    |
| 21 | BR   | Hampus Strömgren                  |
| 22 | PO   | Alexander Ahl Holmström           |
| 23 | OB   | Viktor Elm                        |
| 24 | PO   | Filip Sachpekidis                 |

| Nr | Poz. | Piłkarz              |
| -- | ---- | -------------------- |
| 27 | NA   | Papa Diouf           |
| 29 | PO   | Romário              |
| 31 | NA   | Nils Fröling         |
| 32 | BR   | Lucas Hägg-Johansson |
| 33 | PO   | Adrian Edqvist       |
| 34 | PO   | Herman Hallberg      |
| 35 | OB   | Johan Ramhorn        |
| 36 | OB   | Johan Stenmark       |
| 37 | NA   | Edvin Crona          |
| 38 | PO   | Adam Hellborg        |
| 39 | PO   | Isak Magnusson       |
| 44 | NA   | Erton Fejzullahu     |
| 50 | PO   | Jajá                 |
| 91 | NA   | Hiago                |